# Riccardo I di Aversa
Riccardo Drengot (1024 circa – Capua, 5 aprile 1078) è stato un cavaliere medievale normanno.
Fu quinto Conte di Aversa (1049-1078), primo principe normanno di Capua (1058-1078) e Duca di Gaeta (1063).
(Amato di Montecassino)

## Biografia
Era figlio di Asclettino I, conte di Acerenza, ma era cresciuto in Normandia; giunse in Italia verso il 1045 con quaranta cavalieri normanni.
Sposò Fredesenda d'Altavilla, figlia di Tancredi d'Altavilla e sorella di Roberto il Guiscardo, dalla quale ebbe cinque figli:
- Giordano I di Capua[2]
- Gionata, conte di Carinola[3]
- Bartolomeo, conte di Carinola[3]
- una figlia andata in sposa a Guglielmo di Montreuil[4]
- una figlia andata in sposa a Lando di Gaeta[5]

Il fratello maggiore di Riccardo, Asclettino II Drengot, conte di Aversa, morì senza figli nel 1045. La Contea venne assegnata da Guaimario IV, principe di Salerno, a Rodolfo Cappello, scatenando così una contesa con gli altri membri della famiglia: Riccardo combatté a fianco di Rainulfo II Trincanotte contro Rodolfo Cappello, ma fu sconfitto e imprigionato (1046); in seguito venne liberato e riuscì a divenire il tutore del conte Ermanno (1049), figlio del Trincanotte e suo nipote, che però scomparve presto di scena; Riccardo gli poté così succedere.
Riccardo prese parte alla battaglia di Civitate (1053), dove comandava l'ala destra opposta ai longobardi dell'esercito papale, tenendo una condotta che fu determinante per la vittoria finale dei normanni.
Riccardo cercò costantemente espansioni territoriali attraverso la guerra contro i suoi confinanti Longobardi, Pandolfo VI di Capua e Gisulfo II di Salerno, figlio e successore di Guaimario: Capua cadde dopo un lungo assedio. Fece fidanzare sua figlia al figlio di Atenolfo I, duca di Gaeta, ma essendo morto il giovane prima che il matrimonio avesse luogo, Riccardo richiese comunque il morgengab. Il duca rifiutò e di conseguenza Riccardo assediò e prese Aquino. Desiderio, abate di Montecassino, convinse Riccardo a estorcere solo 400 quattrini al duca (1058).
Nel febbraio 1059, Ildebrando di Soana, il futuro papa Gregorio VII, si recò a Capua a per ottenere l'appoggio alla riforma di papa Niccolò II contro l'antipapa Benedetto X. Subito Riccardo assediava Benedetto a Galeria. Niccolò II si recava, quindi, nella città di Melfi per tre importanti atti che portarono Riccardo al titolo ufficiale di Principe di Capua: tra le parti, infatti, stipulava in giugno 1059 il Trattato di Melfi, poi il Pontefice tenne dal 3 agosto al 25 agosto 1059 il Concilio di Melfi I ed infine sottoscriveva il 23 agosto 1059 il Trattato di Melfi, dove egli confermava Riccardo conte di Aversa e principe di Capua e Roberto il Guiscardo duca di Apulia, Calabria e Sicilia. Riccardo giurava fedeltà al papato e il rispetto per il territorio papale, impegnandosi a restituire alla Chiesa romana tutto il Mezzogiorno d'Italia. Papa Alessandro II, salito al soglio di Pietro (ottobre 1061) anche grazie al sostegno armato di Riccardo, confermò l'investitura ai nuovi signori Normanni. Nel 1062 Riccardo inviava suo figlio Giordano per togliere Gaeta a Atenolfo II.
Nel 1071, quando Roberto il Guiscardo stava assediando Palermo, i suoi baroni principali, Abelardo e Ermanno, figli di suo fratello Unfredo, Pietro, signore di Trani e il signore di Giovinazzo si ribellavano con il sostegno di Riccardo di Capua e di Gisulfo di Salerno. Roberto disperse rapidamente tutte le minacce alla sua potenza ma, ammalatosi, non poté portare a termine una spedizione punitiva contro Riccardo, che nel frattempo veniva riconfermato nei suoi possessi dal suo alleato, il nuovo papa, Gregorio VII (1073). Nel 1075, in seguito alla deposizione del papa dell'imperatore Enrico IV, Roberto e Riccardo stipularono un'alleanza nell'abbazia di Montecassino. Il Guiscardo si assicurò Salerno costringendo Gisulfo alla fuga verso Capua. Riccardo invece andava ad assediare Napoli, ancora indipendente, con l'aiuto del blocco navale di Roberto. Quindi, sul 3 marzo 1078, il papa scomunicava Roberto e Riccardo, quest'ultimo per aver dato ordine al figlio Giordano I di Capua di invadere domini ecclesiastici in Abruzzo. Riccardo di lì a poco morì in Capua, dopo essersi riconciliato con la Chiesa. Suo figlio maggiore, Giordano,si recò a Roma per rinnovare la sua fedeltà al papato ed essere confermato nei titoli e nei possessi di suo padre.